# Вотсон (Іллінойс)
Вотсон (англ. Watson) — селище (англ. village) в США, в окрузі Еффінґгем штату Іллінойс. Населення — 668 осіб (2020).

## Географія
Вотсон розташований за координатами 39°1′34″ пн. ш. 88°34′6″ зх. д. / 39.02611° пн. ш. 88.56833° зх. д. (39.026113, -88.568299).  За даними Бюро перепису населення США в 2010 році селище мало площу 2,90 км², уся площа — суходіл.

## Демографія
Згідно з переписом 2010 року, у селищі мешкали 754 особи в 264 домогосподарствах у складі 196 родин. Густота населення становила 260 осіб/км².  Було 281 помешкання (97/км²).
Расовий склад населення:
| - 98,5 % — білих - 0,3 % — чорних або афроамериканців - 0,1 % — азіатів |

До двох чи більше рас належало 0,9 %. Частка іспаномовних становила 0,8 % від усіх жителів.
За віковим діапазоном населення розподілялося таким чином: 32,2 % — особи молодші 18 років, 61,7 % — особи у віці 18—64 років, 6,1 % — особи у віці 65 років та старші. Медіана віку мешканця становила 31,6 року. На 100 осіб жіночої статі у селищі припадало 96,9 чоловіків;  на 100 жінок у віці від 18 років та старших — 90,7 чоловіків також старших 18 років.
Середній дохід на одне домашнє господарство  становив 51 013 долари США (медіана — 43 438), а середній дохід на одну сім'ю — 58 494 долари (медіана — 46 979). Медіана доходів становила 33 125 доларів для чоловіків та 22 112 долари для жінок. За межею бідності перебувало 12,5 % осіб, у тому числі 5,6 % дітей у віці до 18 років та 5,4 % осіб у віці 65 років та старших.
Цивільне працевлаштоване населення становило 401 осіб. Основні галузі зайнятості: роздрібна торгівля — 19,5 %, виробництво — 17,5 %, освіта, охорона здоров'я та соціальна допомога — 15,5 %, мистецтво, розваги та відпочинок — 13,7 %.